# 豊栄交通 (愛知県)
豊栄交通株式会社（ほうえいこうつう、英: HOEI KOTSU CO., LTD.）は、愛知県豊田市に本社を置く企業。タクシー・ハイヤー事業、バス事業、トヨタ自動車役員車の運行管理業ならびにトヨタ自動車工場社有バスへの乗務員派遣、特定信書便事業などを運営する。主要な運行本部は、ハイヤータクシー運行部門、バス運行部門、車両運行管理請負部門に分かれる。

## 概要
1953年（昭和28年）に豊栄運輸株式会社（ほうえいうんゆ）として設立。2002年（平成14年）4月1日付で豊栄交通株式会社へ社名変更した。一般貨物自動車運送業は分離した上で豊運輸・キムラユニティー運輸事業部と統合し、株式会社ユーネットランスとなった。
トヨタグループと関係が深いためグループ企業と見られがちであるが、資本関係はないため（役員交流はある）、広義のトヨタグループの企業として位置付けられる。

## 営業所
- 本社営業所 - 愛知県豊田市深田町1丁目126-1
- 豊田北営業所 - 愛知県豊田市亀首町町屋洞188-1（2015年（平成27年）3月に開設）
- 稲武営業所 - 愛知県豊田市稲武町寺下12-6
- 尾張旭営業所 - 愛知県尾張旭市狩宿町4丁目124-1
- 広瀬工場輸送係 - 株式会社デンソー広瀬工場内
- 貞宝工場輸送係 - トヨタ自動車株式会社貞宝工場内

## グループ会社
- テクノオートジャパン株式会社 - 愛知県豊田市深田町1丁目126番地の1
- 松平交通有限会社 - 愛知県豊田市九久平町簗場3-3
- 豊栄交通岡崎株式会社 - 愛知県岡崎市矢作町字馬乗34-2
- 豊栄交通名古屋株式会社 - 愛知県豊田市深田町1丁目126番地の1

- 本社営業所
- 尾張旭営業所

## バス運行業務
- とよたおいでんバス用の車両
日野・レインボーII
- トヨタ自動車から移籍した車両
日野・セレガFS
- 貸切塗装の車両
日野・セレガFD

### 豊田市からの運行受託路線

#### ふれあいバス
名鉄バスの路線廃止に伴い、2000年（平成12年）7月から運行開始。同社の担当車両は、日野・レインボーIIと日野・ブルーリボンシティの合計2台である。ただしとよたおいでんバスと異なり、自社の貸切車を用いていたが、新車（バリアフリー対応車両）に置き換えられた。この路線がとよたおいでんバスになる計画はない。
- 運行路線：若林駅と豊田市南部の各地域、知立駅と豊田市南部の各地域を結ぶ路線。

#### ともえ号
1998年（平成10年）から運行開始。グループ会社の松平交通が運行。
- 運行路線：松平幸海線、日明長沢線

#### 豊田市福祉バス
2002年（平成14年）から運行開始。グループ会社の豊田中央タクシーが運行。
- 運行路線：ささゆりコース、石野交流館コース

#### とよたおいでんバス
当社自体はmanacaに加盟していないが、一部を除いてmanaca、TOICAなどの交通系ICカードが利用可能（対応機器は名鉄バスから貸与されている）。
土橋・豊田東環状線
- 2016年（平成28年）4月1日、土橋・トヨタ記念病院線と統合する形で名鉄バスと共同運行開始。同社の担当車両は、日野・ブルーリボンシティ2台である。
- 主な停留所：土橋駅 - 三河豊田駅 - トヨタ町 - トヨタ会館 - トヨタ記念病院 - 五ヶ丘団地 - 広川町11丁目 - 豊田市駅

さなげ足助線
- 2004年（平成16年）4月1日から名鉄東部交通とさなげ足助バスとして共同運行開始。同社の担当車両は、日野・ポンチョ4台と日野・リエッセ1台の合計5台である。ただし香嵐渓繁忙時の臨時便は、予備車の日野・リエッセを用いて同社が担当する。
  - 主な停留所：豊田厚生病院 - 浄水駅 - 愛環四郷駅- 猿投駅 - 西中金 - 香嵐渓 - 足助 - 百年草

下山豊田線（大沼 - 豊田市）
- 2008年（平成20年）4月1日から運行開始。
- 日野・レインボーII 3台、2009年（平成21年）4月1日より導入された日野・ブルーリボンシティハイブリッド（2011年（平成23年）4月1日に更に1台増車）の5台で運用中。本社営業所が担当する。

藤岡豊田線（加納経由：藤岡支所 - 豊田市）
- 2008年（平成20年）4月1日から運行開始。日野レインボーII 3台で運行中。藤岡営業所が担当である。

#### 藤岡地域バス
2008年（平成20年）3月26日から豊田市から2路線を受託。同社が購入したトヨタ・ハイエースワゴンと、日野・リエッセで運行。リエッセには公募により「ふじバス」の愛称が付けられている。運賃は1乗車につき、大人200円・子供100円。とよたおいでんバスの路線ではないが、とよたおいでんバスの回数券が利用できる。
- 主な停留所：メグリア藤岡店 - 藤岡支所 - 三箇 - 三箇下切
- 主な停留所：メグリア藤岡店 - 藤岡支所 - ファーツリー - 西市野々生活改善センター

#### 稲武足助線（どんぐりの湯 - 足助病院）
稲武地区の「稲武」と足助地区の「足助病院前」を結ぶ28.2Kmの路線。日野・レインボーII 2台、日野・ブルーリボンII 1台の計3台で運行中。稲武営業所が担当する。
- 主な停留所：稲武 - どんぐりの湯前 - 伊勢神 - 足助 - 香嵐渓 - 足助病院前

#### 稲武地域バス（どんぐりバス）
根羽線
- 稲武地区の「稲武」と長野県下伊那郡根羽村を結ぶ16.9Kmの路線。
- 1日8往復、うち5往復は平日のみ運行の「上郷」止まり。
- 主な停留所：どんぐりの湯前、稲武、夏焼温泉口、上郷、月瀬、根羽

押山線
- 「稲武」と「押山」を結ぶ8.4Kmの路線。
- 主な停留所：稲武、どんぐりの湯前、東尾、押山

名倉線（廃止）
- 「稲武」と「下山」を結ぶ4.8Kmの路線。設楽町営バス（おでかけ北設）「稲武線」に路線を譲渡し、廃止。
- 主な停留所：どんぐりの湯前、稲武、大井平公園前、下山

大桑線
- 「稲武」と「大桑」を結ぶ路線。毎週金曜日に運行。
- 「大野瀬大橋」 - 「大桑」間はフリー乗降区間。
- 主な停留所：どんぐりの湯前、稲武、夏焼温泉口、大野瀬大橋、大桑

河上瀬線
- 「稲武」と「河上瀬」を結ぶ路線。毎週火曜日に運行。
- 「大野瀬大橋」 - 「河上瀬」間はフリー乗降区間。
- 主な停留所：どんぐりの湯前、稲武、夏焼温泉口、大野瀬大橋、河上瀬

川入線
- 「稲武」と「上川入」を結ぶ路線。毎週水曜日に運行。
- 「的場」 - 「上川入」間はフリー乗降区間。
- 主な停留所：稲武、どんぐりの湯前、東尾、押山、的場、上川入

### 豊田市以外からの運行受託路線

#### 尾張旭市営バス（あさぴー号）
2008年（平成20年）4月1日から、以下のルートを委託されている。
- 西ルート
- 東ルート

#### 刈谷市公共施設連絡バス（かりまる）
2019年（平成31年）4月1日から、以下のルートを委託されている。車両は日野・レインボー1台。本社営業所が担当する。
- 路線名：【6】東刈谷・逢妻線

### スクールバス
- 2004年（平成16年）から、日本赤十字豊田看護大学のスクールバスを運行。
- 2008年（平成20年）から、愛知みずほ大学のスクールバスを運行。

### 送迎バス
主要な送迎バス業務として、トヨタ自動車本社地区における通勤シャトルバス、工場通勤バス、トヨタ自動車東富士研究所定期連絡バス業務、トヨタグループのデンソー・アイシン・トヨタ紡織・愛三工業・三五・トヨタテクニカルディベロップメント・日清紡ブレーキ・豊田鉄工など、多くの自動車関連産業の従業員送迎を行っている。
その他、豊田市、岡崎市、みよし市、日進市など周辺自治体の学校や子ども園の遠足、社会科見学、野外学習センターなどの生徒・児童送迎、豊田市のJA葬儀の送迎、メグリアセレモニーの葬儀送迎・その他市内葬儀業者の送迎、各種飲食店・旅館等の宴会送迎も行う。